# Diego Gómez de Sandoval
Diego Gómez de Sandoval fue un militar español que gobernó Santo Domingo entre 1608 y 1624. Tuvo que luchar contra una crisis económica de la isla originada por la despoblación, desarrollada a comienzos del siglo XVII. 

## Biografía
La fecha de su nacimiento es desconocida.  Sí se sabe que se unió al Ejército Español cuando era joven y que ejerció en él durante mucho tiempo. Así, comenzó a trabajar ejerciendo el papel de menino de la reina Ana,  a través de su participación en las jornadas de los Reinos de Portugal y Aragón, en el gobierno del principado de Asturias, y en los corregimientos de las provincias de Murcia y Valladolid. Además, con el tiempo fue nombrado presidente de la Casa de Contratación. 
Entre 1606 y 1608, fue nombrado gobernador de la Real Audiencia de Santo Domingo, ocupando el puesto ya desde mediados de dicho año. Sus primeras gestiones políticas se basaron en el establecimiento de una ley para la elaboración de un informe económico de la colonia. A pesar de ello, sin embargo, el gobernador mantuvo las políticas económicas reflejadas en él, ajenas a la práctica, pues fundamentalmente obedeció las órdenes de la Corona castellana. Por otra parte, decidió paliar la producción minera del pueblo de Jarabacoa, importando mineros mexicanos a dicha región. Aunque Sandoval sí rechazó la importación de esclavos amerindios brasileños llevados por los portugueses a la colonia (por lo que la importación no se llegó a hacerse efectiva, a diferencia de lo que los portugueses esclavistas querían), sí prohibió terminantemente el comercio entre los habitantes de Santo Domingo con extranjeros, así como las reexportaciones de géneros. 
Para reducir el estado de extrema pobreza existente en la colonia, que dificultaba  el alimentarse a la población, estableció una serie de leyes sobre la ganadería: así, prohibió la matanza de hembras y becerros, y obligó a los dueños de hatos a que estos tuvieran jaurías de perros mansos para que, con sus mayorales, persiguieran a los ex esclavos cimarrones, que perseguían los ganados. Además, envió cuadrillas que fueran escoltadas por soldados a la Banda del Norte con el objeto de llevar álgunos ganados que se encontraban dispersos por la colonia a Santiago. A pesar de todo,  la carne continuó escaseando en la isla de Santo Domingo (en aquel momento, los actuales República Dominicana y Haití constituían una misma colonia, únicamente perteneciente a España), incluso en las carnicerías y poblaciones de la capital, lo que provocó una elevada tasa de mortalidad (en algunos lugares tales como Bayaguana murió un tercio de la población) y se frecuentaron los asaltos de los cuadrilleros a los ganados en diversos lugares, lo cual se veía reforzado por el cimarronaje.
Por otra parte, el autoritarismo que Sandoval manifestó en el orden interno provocó el rechazo y consecuente enfrentamiento con varios oidores y especialmente con el fiscal Jerónimo de Herrera, quien consideraba que el gobernador había impulsado elevados gastos en el transporte, así como en la distribución del Situado. Las acusaciones y reclamaciones de este fiscal fueron atendidas por el Consejo de Indias, que envió a un visitador para conocer la razón de sus desacuerdos con el gobernador. Así, llegó en noviembre de 1617 a Santo Domingo el alcalde del crimen de la Ciudad de México, el licenciado Ibarra y Gueztara, que, actuando como visitador, pudo comprobar las acusaciones del fiscal. Esto llevó a que Gómez de Sandoval fuera multado con 1.500 ducados.
Murió en Santo Domingo en agosto de 1623, mientras gobernaba la colonia, siendo reemplazado por Diego de Acuña.